# Петропавловка (Новоусманский район)
Петропа́вловка — посёлок в Новоусманском районе Воронежской области.
Входит в состав Рождественско-Хавского сельского поселения.
Население — 125 человек (2007).

## География
Расположено на правом берегу реки Правая Хава, в 38 км от Воронежа, в 3 км от центра поселения села Рождественская Хава. Ближайшие населённые пункты: Рождественская Хава и Никольское. Автобусное сообщение с Воронежем, через Новую Усмань. Село находится на автодороге Р193 «Воронеж—Тамбов».

### Улицы
- Зелёный переулок
- Молодёжная улица
- Свободы, улица
- Солнечная улица[2]

## Климат
Климат умеренно континентальный. Количество осадков колеблется от 500 до 650 мм ртутного столба. Населенный пункт располагается в лесостепной зоне.

## История
Первое упоминание о посёлке относится к 1779 году, когда он был показан на карте межевания. В 1859 году в посёлке было 20 дворов и проживал 281 житель. В 1900 году в селе проживало уже 337 человек. Имелся конный завод купца И. Н. Паньшина на 40 лошадей.

## Население
В 2000 году в селе проживало 145 жителей, в 2005 — 114, в 2007 — 125 человек.